# Полет 387 на „Себу Пасифик“
Полет 387 на „Себу Пасифик“ е редовен вътрешен пътнически полет от международното летище „Ниной Акино“, Метро Манила, до летище Лумбия, Кагаян де Оро, Филипините, с планирано междинни кацане на летище „Даниел З. Ромуалдес“, Таклобан, управляван „Себу Пасифик“. На 2 февруари 1998 г. самолетът „Макдонал Дъглас DC-9-32“, който изпълнява полета, се разбива в склоновете на планината Сумагая, Клаверия, на 45 км преди летището в Таклобан, което причинява смъртта на всички 99 пътници и 4 членове на екипажа на борда на машината.
Причината за катастрофата не е категорично изяснена. Пилотите летят визуално и не следват показанията на инструментите в пилотската кабина, когато самолетът изчезва от радара. Хесус Дуреза, който ръководи спасителната операция, заявява, че картите на Службата за въздушен транспорт, използвани от пилотите, посочват височината на връх Сумагая на 1500 м над морското равнище, докато планината всъщност е на 1800 м над морското равнище. Това може да е причина пилотите да вярват, че са достатъчно високо, докато всъщност летят опасно ниско. От друга страна, Службата за въздушен транспорт посочва в официалния си доклад недостатъци в обучението на пилотите.
Мястото на катастрофата е паметник, открит на 2 февруари 2021 г. в памет на жертвите и е част от туристически комплекс в Мисамис Ориентал. Към 2025 г. това е втората най-смъртоносна въздушна катастрофа във Филипините след инцидента при полет 541 на „Еър Филипийнс“, който се случва две години по-късно.